# 愛新覚羅奕緯
隠志郡王奕緯（いくい）は、道光帝の庶長子である。

## 生涯
嘉慶13年4月21日に誕生した。生母は官女子那拉氏であった。皇長孫の誕生を喜んだ嘉慶帝は誕生の奕緯の翌日に、大臣が提出した八つの候補字の中から「緯」の字を選び、皇長孫の名とした。
嘉慶24年（1819年）1月、嘉慶帝は奕緯を多羅貝勒に封じた。道光元年（1821年）から道光3年（1823年）にかけて、定貴人の弟である侍衛・桂明に師事し、弓術を学んだ。道光2年（1822年）11月には、道光帝が皇后を冊立した際に、道光帝は奕緯に命じて奉先殿で祭祀を執り行わせた。
道光10年（1830年）10月、奕緯は病にかかり、まだ回復しないまま円明園で療養していた。道光11年4月12日（1831年5月23日）、病状が悪化し、未の刻（午後1時から3時）に薨去した。死後、多羅貝勒の爵位が追贈され、葬儀は皇子の礼に準じて執り行われた。また、総管内務府大臣・宝興（ほうこう）が葬儀を管理するよう命じられた。その後、道光帝より「隠志」の諡号を賜った。
咸豊帝が即位した後、奕緯はさらに多羅郡王に追封された。しかし、奕緯には子がいなかったため、乾隆帝第11皇子成親王永瑆の曾孫である載治を嗣子として迎え、貝子の爵位を継がせた。

## 家族

### 妻妾
- 嫡福晋：蘇完呢瓜爾佳（ソワンネグワルギャ）氏 - 満洲正黄旗人で、公英海の娘。道光7年（1827年）6月に薨去。道光30年（1850年）、隠志郡王嫡福晋として追封された。

- 継福晋：烏梁海（ウリャンハイ）氏（または烏朗罕氏） - 同知・祿德の娘。嫡福晋が道光7年6月に薨去した後、当時兵部主事の職にあった祿德の娘である側福晋烏梁海氏が、同年7月12日に福晋として正式に封じられた。  咸豊2年（1852年）11月17日、内管領・恒盛（こうせい）が提出した文書「寿康宮から綺春園へ隠志郡王福晋の遺品を運搬するための費用に関する報告」によると、烏梁海氏は咸豊初年の時点ではまだ宮廷内に住んでいたことが分かる。彼女が宮廷を離れたのは、貝勒載治が分府（独立して邸宅を持つこと）する吉日、すなわち咸豊5年（1855年）12月16日辰の刻（午前7時～9時）である。同治10年（1871年）1月17日、内閣は勅命を奉じて、総管内務府大臣・春佑が隠志郡王継福晋の葬儀を監督し、彼女の遺体を王佐村園寝に仮安置するよう命じた。

- 官女子（三人）：うち二人は、それぞれ和妃（奕緯の生母）と定貴人のもとで「学規矩女子」（宮廷の礼儀作法を学ぶ女性）として仕えていた。道光3年（1823年）にはすでに隠志郡王府に入っていた。道光28年（1848年）、隠志郡王の「三官女子」がすでに亡くなっていたことが記録されている。 また、道光30年（1850年）2月、「二官女子」が亡くなり、納棺後、彼女に仕えていた宮廷の侍女一名が宮廷を退去した。

### 子女
実子はいない。
- 養嗣子：郡王銜恭勤貝勒載治 - 貝勒に降格されたが、1860年に郡王の称号を与えられ、諡号は「恭勤」とされた。

### その他
- 騎射師傅（弓術の師匠）：桂明 - 定貴人の弟である侍衛。弓術の指導を担当し、後に提督（最高位の軍職）まで昇進した。桂明は孫佳（スンギャ）氏の出身であり、彼の祖父は尚書托恩多であった。托恩多は、奕緯の生母・和妃の実家（蘇楞額の家）と縁戚関係にあった。

和妃の一族は、嘉慶年間（1796年～1820年）に、蘇楞額が内務府総管大臣に任命されたことにより、一族全体が権勢を振るうようになった。